# 萨瓦斯
萨瓦斯（法語：Savasse，法語發音：[savas]）是法国德龙省的一个市镇，位于该省西南部，蒙特利马尔市区以北，属于尼永斯区。

## 地理
萨瓦斯（44°36'4"N, 4°46'31"E）面积22.01 平方千米，位于法国奥弗涅-罗讷-阿尔卑斯大区德龙省，该省份为法国东南部内陆省份，北起顺时针与伊泽尔省、上阿尔卑斯省、上普罗旺斯阿尔卑斯省、沃克吕兹省和阿尔代什省接壤。
与萨瓦斯接壤的市镇（或旧市镇、城区）包括：梅斯、罗什莫尔、孔迪亚克、拉库库尔德、蒙特利馬爾、圣马塞尔莱索泽、索泽。

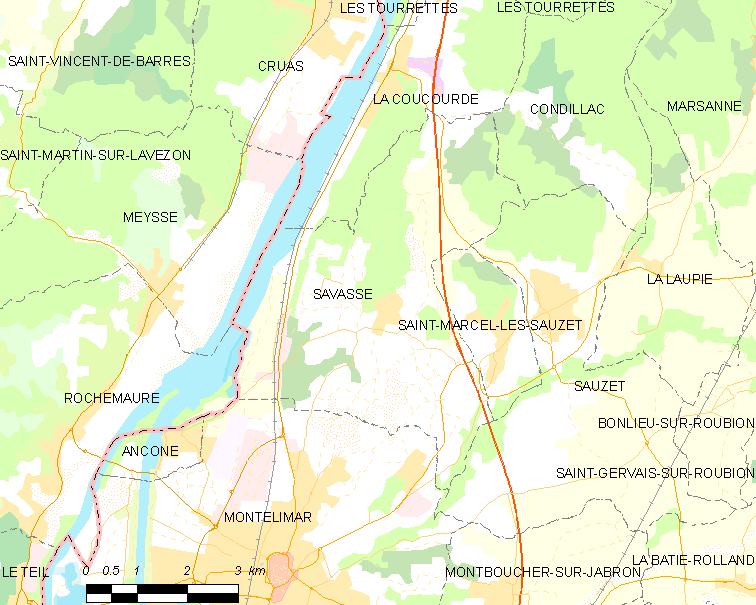
萨瓦斯的OSM定位图

萨瓦斯的时区为UTC+01:00、UTC+02:00（夏令时）。

## 行政
萨瓦斯的邮政编码为26740，INSEE市镇编码为26339。

## 政治
萨瓦斯所属的省级选区为蒙特利马尔第一县。

## 人口

1962-2008年间萨瓦斯人口变化图示

萨瓦斯于2022年1月1日时的人口数量为1630人。